# Gobernación de Kostromá
La gobernación de Kostromá (en ruso: Костромская губерния) fue una división administrativa del Imperio ruso y después de la RSFS de Rusia, ubicada en la Rusia europea, al noreste de Moscú, con capital en la ciudad de Kostromá. Creada en 1796, la gobernación existió hasta 1929.

## Geografía
La gobernación de Kostromá limitaba con las de Vólogda, Tobolsk, Viatka, Nizhni Nóvgorod, Vladímir y Yaroslavl.
El territorio del gobierno de Kostromá se encuentra hoy en día repartido entre la óblast de Kostromá y las óblasts de Nizhni Nóvgorod e Ivánovo.

## Historia
En 1778, el virreinato (naméstnichestvo) de Kostromá se creó a partir de dos provincias (óblasts): la provincia de Gálich de la gobernación de Arcángel y la provincia de Kostromá de la gobernación de Moscú. En 1796, en el marco de la reforma administrativa, el virreinato se transformó en la gobernación de Kostromá. De 1918 a 1926 la superficie del gobierno estaba dividida de doce a siete uyézds. El 14 de enero de 1929, el gobierno se integró al nuevo óblast de Ivánovo-Voznesensk (renombrado como óblast industrial de Ivánovo en marzo de 1929).

## Subdivisiones administrativas
Al principio del siglo XX la gobernación de Kostromá estaba dividida en doce uyézds: Bui, Varnavin, Vetluga, Gálich, Kíneshma, Kologriv, Kostromá, Makáriev, Nérejta, Soligálich, Chújloma y Yúrievets.

## Población
En 1897, la población del gobierno era de 1 429 228 habitantes, de los cuales 99,6 % eran rusos.